# FC Amberg
Maillots
Dernière mise à jour : 7 avril 2011.
Le FC Amberg est un club allemand de football localisé à Amberg, une ville de Bavière, située à environ 60 kilomètres de Nuremberg.
Le club actuel était à l’origine le TV Amberg qui reprit les installations et les équipes de jeunes du 1. FC Amberg lorsque celui-ci fit faillite en 1994.

## Histoire (football)
Le club fut fondé, sous l’appellation Amberger Fussball-Verein ou Amberger FV, le 6 avril 1921, par 27 passionnés réunis au restaurant "Bauernschänke" sur la Schrannenplatz d’Amberg. L’équipe commença à jouer sur le terrain de la Kaiser Wilhelm-Kaserne, mais rapidement les autorités militaires posèrent leur veto. Le groupe acheta alors un site dans la Landsassenstrasse. En 1924, le club monta Kreisliga.
Le 5 août 1934, le Amberger FV s’imposa (1-2) contre Bayreuth pour l’inauguration de ses nouvelles installations à la Mosacherweg. À cette époque, le club créa à ses premières équipes de jeunes.
Le 14 juin 1936, le vice-champion d’Allemagne, le VfB Stuttgart ne s’imposa que 0-1 au Amberger FV. Avec son "Soldatelf", une équipe dont plusieurs joueurs qui étaient aussi des soldats, le club était, à ce moment, une des meilleures formations bavaroises. 
Le 17 janvier 1939, le Amberger FV devint le Verein für Leibesübungen Amberg ou VfL Amberg en étant une "école de formation" pour le Jeunesses hitlériennes. 
En 1945, le VfL Amberg fut dissous par les Alliés, comme tous les clubs et associations allemands (voir Directive n°23). En 1946, un club fut reconstitué sous l’appellation Turn-und Sport Amberg ou TuS Amberg.
Le club remporta son premier match d’après-guerre par 12-1-, contre Hirschau à la Mosacherweg. Le club connut ensuite une période faste. En 1946, le TuS fut Oberpfalz Meister et Süddeutscher Meister. L’année suivante, le cercle fut de nouveau Oberpfalzmeister sous la conduite de son meneur de jeu et capitaine Rudolf Messmann.
Le 15 juillet 1949, le club adopta sa nouvelle appellation: 1. FC Amberg. Cette saison-là, le club perdit (5-6) à Weiden contre Gostenhof et ne put donc pas monter en 1. Amateurliga bien qu’il eût dominé sa série de championnat.
En 1951, le 1. FC Amberg fut Oberpfalzmeistermeister pour la seconde fois, sous la conduite de l’entraîneur Otto Blum. Le cercle remporta le tour final contre 1. FC Passau, FC Kempten, Günzburg, Aubing et Perlach München. Il monta en 1. Amateurliga.
À la fin de la saison 1951-1952, le 1. FC Amberg fut champion de Bavière amateur sous la direction de l'entraîneur Michael Grasser. Le club échoua de peu lors du tour final à monter en 2. Oberliga Süd, une ligue située à cette époque au 2e niveau de la hiérarchie. Terminant ex-aequo derrière le Karlsruher FV, le club perdit un match de barrage joué à Würzburg face à l’Union Böckingen.
En 1954, il fut décidé de moderniser la Mosacherweg. Le nouveau club house fut inaugure lors de la saison 1956-1957. Le stade rénové fut inauguré le 13 septembre 1959 avec une victoire (4-1) du 1. FC Amberg, devant 3 500 personnes contre le SpVgg Weiden. Cela marqua le début d’une grosse rivalité entre les deux clubs.
À l’occasion de son 40e anniversaire, le club organisa diverses festivités dont le point d’orgue fut une rencontre amicale, le 10 juin 1961, contre le SK Admira Wien (1-7).
En 1965, le capitaine du 1. FC Amberg fut repris dans l’équipe nationale amateur pour une rencontre face à la France. La même année, le club fut vice-champion (amateur) du Sud. Mais en 1966, le 1. FC Amberg descendit en Bezirksliga Oberpfalz.
En 1972, avec la société "Arbogast", le club décida de moderniser ses installations. Un bâtiment de deux étages fut bâti tandis qu’une surface de 50 000 mètres carrés étaient aménagée avec un nouveau terrain principale, des terrains d’entraînement et même sauna. 
Pendant 13 saisons, le 1. FC Amberg joua en Bayernliga avec deux aller/retour vers la Landesliga. Le nouveau terrain fut inauguré le 21 juillet 1973 lors d’une partie amicale contre le 1. FC Nürnberg (1-1) devant 3 000 personnes. Huit joues plus tard, ce fut le FC Bayern München (avec ses grandes vedettes comme Franz Beckenbauer, Gerd Müller, Paul Breitner, Uli Hoeneß) qui s’imposa devant 9 000 spectateurs (1-12). 
En 1978, le 1. FC Amberg fut retenu comme fondateur de l’Oberliga Bayern au 3e niveau 3 de la hiérarchie. Lors de la saison inaugurale, le club manqua de peu la montée en 2. Bundesliga en finissant à un point de l’ESV Ingolstadt-Ringsse.
En 1982, après une saison difficile, le cercle fut relégué. Il remonta en Oberliga Bayern quatre ans plus tard. Il passa quatre saisons au milieu du classement puis fut relégué en 1991, alors que le cercle fêtait son 70e anniversaire.
En 1994, le club fut vice-champion derrière Jahn Forchheim et remonta en Oberliga Bayern, mais cette ligue devenait le 4e niveau à la suite de l’instauration des Regionalligen au 3e étage. Le 1. FC Amberg redescendit à la fin de la saison suivante.
Mais la crise couvait. Avec plus d’un million sept cent mille DM de dettes, le cercle était au bout du rouleau. Le 1. FC Amberg  n’atteignit pas son 75e anniversaire. Avec plus de 600 membres dont 250 joueurs dans les équipes d’âge, et des installations de pointe, c’était un beau gâchis. Ainsi s'arrêta un des clubs les plus brillants et les plus réputés de la région du Haut-Palatinat (en allemand : Oberpfalz).
Après la dissolution contrainte pour cause de faillite, le TV Amberg, modeste club de B-Klasse West (à l'époque 10e niveau) vint s'installer sur le site libéré. Cela permit aux équipes de jeunes de l’ancien 1. FC Amberg de pouvoir poursuivre leur formation. Les Juniors B et Juniors A continuèrent de jouer dans la plus hautes divisions bavaroises. Peu après, le TV Amberg devint le FC TV Amberg, puis tout simplement le FC Amberg. 
En 1998, à la suite de matches de barrage remportés contre le DJK Ensdorf II (6-5) à Theuern, et contre le FC Schlicht (2-1) à Loderhof, le FC Amberg monta en Kreisklasse West. L’année suivante, il décrocha le titre et la montée directe en Kreisliga.
Le cercle continua sa progression et accéda à la Bezirksliga puis à la Bezirksobergiga. En 2005, le FC Amberg conquit le titre en Bezirksoberliga Oberpfalz et monta en Landesliga Bayern.
En 2010-2011, le FC Amberg évolue en Landesliga Bayern, Groupe Mitte, soit au 7e niveau de la hiérarchie de la DFB. Le cercle lutte pour son maintien.